# VfR Neumünster
VfR Neumünster – niemiecki klub piłkarski z siedzibą w Neumünster w kraju związkowym Szlezwik-Holsztyn. 

## Historia
- 03.03.1910 - został założony jako FV 1910 Neumünster
- 14.02.1924 - połączył się z VfR 1923 Neumünster tworząc VfR 1910 Neumünster

## Sezony
- 1951/52 (II) Landesliga Schleswig-Holstein 7 miejsce
- 1952/53 (II) Landesliga Schleswig-Holstein 1 miejsce (mistrz)
- 1953/54 (II) Landesliga Schleswig-Holstein 4 miejsce
- 1954/55 (II) Amateurliga Schleswig-Holstein 2 miejsce (wicemistrz, awans do Oberligi)
- 1955/56 (I) Oberliga Nord 5 miejsce
- 1956/57 (I) Oberliga Nord 8 miejsce
- 1957/58 (I) Oberliga Nord 12 miejsce
- 1958/59 (I) Oberliga Nord 3 miejsce
- 1959/60 (I) Oberliga Nord 10 miejsce
- 1960/61 (I) Oberliga Nord 11 miejsce
- 1961/62 (I) Oberliga Nord 8 miejsce
- 1962/63 (I) Oberliga Nord 4 miejsce (przeniesiony do nowej Regionalligi)
- ---- reorganizacja rozgrywek piłkarskich w Niemczech ----
- 1963-64 (II) Regionalliga Nord 10 miejsce
- 1964-65 (II) Regionalliga Nord 16 miejsce (spadek do Amateurligi)
- 1965-66 (III) Amateurliga Schleswig-Holstein 1 miejsce (mistrz)
- 1966-67 (III) Amateurliga Schleswig-Holstein 7 miejsce
- 1967-68 (III) Amateurliga Schleswig-Holstein 7 miejsce
- 1968-69 (III) Amateurliga Schleswig-Holstein 13 miejsce
- 1969-70 (III) Amateurliga Schleswig-Holstein 14 miejsce
- 1970-71 (III) Amateurliga Schleswig-Holstein 13 miejsce
- 1971-72 (III) Amateurliga Schleswig-Holstein 10 miejsce
- 1972-73 (III) Amateurliga Schleswig-Holstein 12 miejsce (spadek do Landesligi)
- 1973-74 (IV) Landesliga Schleswig-Holstein 2 miejsce (wicemistrz)
- ---- reorganizacja rozgrywek piłkarskich w Niemczech ----
- 1974-75 (IV) Landesliga Schleswig-Holstein 2 miejsce (wicemistrz)
- 1975-76 (IV) Landesliga Schleswig-Holstein 1 miejsce (mistrz)
- 1976-77 (IV) Landesliga Schleswig-Holstein 4 miejsce
- 1977-78 (IV) Landesliga Schleswig-Holstein 2 miejsce (wicemistrz)
- 1978-79 (IV) Verbandsliga Schleswig-Holstein 2 miejsce (wicemistrz)
- 1979-80 (IV) Verbandsliga Schleswig-Holstein 1 miejsce (mistrz)
- 1980-81 (IV) Verbandsliga Schleswig-Holstein 4 miejsce
- 1981-82 (IV) Verbandsliga Schleswig-Holstein 3 miejsce
- 1982-83 (IV) Verbandsliga Schleswig-Holstein 2 miejsce (wicemistrz)
- 1983-84 (IV) Verbandsliga Schleswig-Holstein 4 miejsce
- 1984-85 (IV) Verbandsliga Schleswig-Holstein 5 miejsce
- 1985-86 (IV) Verbandsliga Schleswig-Holstein 4 miejsce
- 1986-87 (IV) Verbandsliga Schleswig-Holstein 10 miejsce
- 1987-88 (IV) Verbandsliga Schleswig-Holstein 5 miejsce
- 1988-89 (IV) Verbandsliga Schleswig-Holstein 3 miejsce
- 1989-90 (IV) Verbandsliga Schleswig-Holstein 4 miejsce
- 1990-91 (IV) Verbandsliga Schleswig-Holstein 3 miejsce
- 1991-92 (IV) Verbandsliga Schleswig-Holstein 10 miejsce
- 1992-93 (IV) Verbandsliga Schleswig-Holstein 9 miejsce
- 1993-94 (IV) Verbandsliga Schleswig-Holstein 10 miejsce
- ---- reorganizacja rozgrywek piłkarskich w Niemczech ----
- 1994-95 (V) Verbandsliga Schleswig-Holstein 2 miejsce (wicemistrz, awans do Oberligi Hamburg/Schleswig-Holstein)
- 1995-96 (IV) Oberliga Hamburg/Schleswig-Holstein 12 miejsce
- 1996-97 (IV) Oberliga Hamburg/Schleswig-Holstein 10 miejsce
- 1997-98 (IV) Oberliga Hamburg/Schleswig-Holstein 10 miejsce
- 1998-99 (IV) Oberliga Hamburg/Schleswig-Holstein 14 miejsce (spadek do Verbandsligi)
- 1999-00 (V) Verbandsliga Schleswig-Holstein 1 miejsce (mistrz, awans do Oberligi Hamburg/Schleswig-Holstein)
- 2000-01 (IV) Oberliga Hamburg/Schleswig-Holstein 12 miejsce
- 2001-02 (IV) Oberliga Hamburg/Schleswig-Holstein 9 miejsce
- 2002-03 (IV) Oberliga Hamburg/Schleswig-Holstein 1 miejsce (mistrz, awans do Regionalligi Nord)
- 2003-04 (III) Regionalliga Nord 18 miejsce (spadek do Oberligi Nord)
- 2004-05 (IV) Oberliga Nord 5 miejsce
- 2005-06 (IV) Oberliga Nord 14 miejsce
- 2006-07 (IV) Oberliga Nord 11 miejsce (spadek do Verbandsligi - utrata licencji)
- 2007-08 (V) Verbandsliga Schleswig-Holstein 2 miejsce (wicemistrz)
- ---- reorganizacja rozgrywek piłkarskich w Niemczech ----
- 2008-09 (V) Schleswig-Holstein-Liga 2 miejsce (wicemistrz)
- 2009-10 (V) Schleswig-Holstein-Liga 2 miejsce (wicemistrz)
- 2010-11 (V) Schleswig-Holstein-Liga 1 miejsce (mistrz)
- 2011-12 (V) Schleswig-Holstein-Liga ? miejsce

## Sukcesy
- Schleswig-Holstein Pokal (Schleswig-Holstein Puchar): 1975, 2004 (mistrz)
- 8 sezonów w Oberlidze Północ (1. poziom): 1955/56-1962/63.
- 2 sezony w Regionallidze Północ (2. poziom): 1963/64-1964/65.